# Guam nos Jogos Olímpicos de Verão de 2012
Guam enviou uma equipe de oito atletas para competir nos Jogos Olímpicos de Verão de 2012, em Londres, na Grã-Bretanha.

## Desempeho

### Atletismo
Masculino
| Atleta        | Evento | Preliminar | Preliminar | Final | Final   |
| Atleta        | Evento | Marca      | Posição    | Marca | Posição |
| ------------- | ------ | ---------- | ---------- | ----- | ------- |
| Derek Mandell | 800 m  |            |            |       |         |

Feminino
| Atleta       | Evento | Preliminar | Preliminar | Final | Final   |
| Atleta       | Evento | Marca      | Posição    | Marca | Posição |
| ------------ | ------ | ---------- | ---------- | ----- | ------- |
| Amy Atkinson | 800 m  |            |            |       |         |

### Ciclismo
Masculino
| Atleta       | Evento             | Final | Final   |
| Atleta       | Evento             | Marca | Posição |
| ------------ | ------------------ | ----- | ------- |
| Derek Horton | Corrida em estrada |       |         |

### Judô
| Atleta           | Evento            | Primeira fase          | Oitavas                | Quartas                | Semifinal              | Repescagem             | Repescagem             | Repescagem             | Final                  |
| Atleta           | Evento            | Primeira fase          | Oitavas                | Quartas                | Semifinal              | 1ª fase                | Quartas                | Semifinal              | Final                  |
| Atleta           | Evento            | Adversário e resultado | Adversário e resultado | Adversário e resultado | Adversário e resultado | Adversário e resultado | Adversário e resultado | Adversário e resultado | Adversário e resultado |
| ---------------- | ----------------- | ---------------------- | ---------------------- | ---------------------- | ---------------------- | ---------------------- | ---------------------- | ---------------------- | ---------------------- |
| Ricardo Blas Jr. | +100 kg masculino |                        |                        |                        |                        |                        |                        |                        |                        |

### Lutas
| Atleta     | Evento          | Qualificação           | Oitavas                | Quartas                | Semifinais             | Repescagem Ronda 1     | Repescagem Ronda 2     | Final                  |
| Atleta     | Evento          | Adversário e resultado | Adversário e resultado | Adversário e resultado | Adversário e resultado | Adversário e resultado | Adversário e resultado | Adversário e resultado |
| ---------- | --------------- | ---------------------- | ---------------------- | ---------------------- | ---------------------- | ---------------------- | ---------------------- | ---------------------- |
| Maria Dunn | Livre até 63 kg |                        |                        |                        |                        |                        |                        |                        |

### Natação
Masculino
| Atleta           | Evento      | Eliminatórias | Eliminatórias | Semifinais  | Semifinais  | Final       | Final       |
| Atleta           | Evento      | Tempo         | Pos.          | Tempo       | Pos.        | Tempo       | Pos.        |
| ---------------- | ----------- | ------------- | ------------- | ----------- | ----------- | ----------- | ----------- |
| Chris Duenas     | 100 m livre | 53s37         | 44º           | Não avançou | Não avançou | Não avançou | Não avançou |
| Benjamin Schulte | 10 km       |               |               |             |             |             |             |

Feminino
| Atleta        | Evento      | Eliminatórias | Eliminatórias | Semifinais  | Semifinais  | Final       | Final       |
| Atleta        | Evento      | Tempo         | Pos.          | Tempo       | Pos.        | Tempo       | Pos.        |
| ------------- | ----------- | ------------- | ------------- | ----------- | ----------- | ----------- | ----------- |
| Pilar Shimizu | 100 m peito | 1min15s76     | 42º           | Não avançou | Não avançou | Não avançou | Não avançou |